# Beaver (Oklahoma)
Beaver és una població dels Estats Units a l'estat d'Oklahoma. Segons el cens del 2000 tenia 1.570 habitants.

## Demografia
Segons el cens del 2000, Beaver tenia 1.570 habitants, 606 habitatges, i 435 famílies. La densitat de població era de 527,1 habitants per km².
Dels 606 habitatges en un 32,2% hi vivien nens de menys de 18 anys, en un 61,1% hi vivien parelles casades, en un 8,3% dones solteres, i en un 28,1% no eren unitats familiars. En el 26,2% dels habitatges hi vivien persones soles el 16,3% de les quals corresponia a persones de 65 anys o més que vivien soles. El nombre mitjà de persones vivint en cada habitatge era de 2,43 i el nombre mitjà de persones que vivien en cada família era de 2,91.
Per edats la població es repartia de la següent manera: un 25,4% tenia menys de 18 anys, un 6,1% entre 18 i 24, un 26,3% entre 25 i 44, un 20,8% de 45 a 60 i un 21,5% 65 anys o més.
L'edat mediana era de 39 anys. Per cada 100 dones de 18 o més anys hi havia 92,8 homes.
La renda mediana per habitatge era de 37.560 $ i la renda mediana per família de 44.107 $. Els homes tenien una renda mediana de 34.167 $ mentre que les dones 19.511 $. La renda per capita de la població era de 19.897 $. Entorn del 6,8% de les famílies i el 10,2% de la població estaven per davall del llindar de pobresa.

## Poblacions més properes
El següent diagrama mostra les poblacions més properes.